# Nitraria tangutorum
Nitraria tangutorum là một loài thực vật có hoa trong họ Nitrariaceae. Loài này được Bobrov mô tả khoa học đầu tiên năm 1946.